# Das Berlin Quiz
Das Berlin Quiz (so die Eigenschreibweise) war eine kurzlebige, regionale Quizsendung des SFB. Sie wurde von 2001 bis 2003 produziert und vom Deutsch-Italiener Harald Pignatelli moderiert.

## Spielregeln
Das Spielprinzip war von der kurz vorher entstandenen Quizshow Wer wird Millionär? abgeschaut und wich nur in Details von dieser ab. So traten zu Beginn jeder Folge des Berlin Quiz vier Kandidaten an, aus denen mit Hilfe einer Schätzfrage eine Vorauswahl getroffen wurde. Wer die Frage am besten löste (dem richtigen Wert am nächsten lag), durfte auf dem heißen Stuhl gegenüber von Harald Pignatelli Platz nehmen und das eigentliche Spiel begann.
Dabei mussten Multiple Choice Fragen mit jeweils vier Antwortmöglichkeiten gelöst werden. Für eine richtige Antwort stieg der Kandidat um eine Gewinnstufe auf, bei einer falschen Antwort war das Spiel sofort beendet und der Kandidat gewann den Geldbetrag, der drei Gewinnstufen unter seiner aktuellen stand. Je höher man auf dem insgesamt 10 Gewinnstufen hohen Gewinnbaum aufstieg, desto schwieriger wurden die Fragen. Als Höchstgewinn wurden 10.000 Euro ausgeschüttet. Auf einigen unteren Gewinnstufen gab es keine Geldbeträge, sondern Sachpreise zu gewinnen (z. B. auf der 5. Gewinnstufe eine Flugreise mit Air Berlin).
Anders als beim großen Vorbild hatten die Kandidaten zu keinem Zeitpunkt die Möglichkeit, vorzeitig auszusteigen. D. h. die Kandidaten mussten jede Frage beantworten, notfalls raten. Aufgrund dieser Spielregel wäre es selbst theoretisch nicht möglich gewesen, den Geldbetrag auf der 8. oder 9. Gewinnstufe zu gewinnen (bei einer falschen Antwort auf die 10.000-Euro-Frage fiel man auf die 7. Gewinnstufe zurück). Während des gesamten Spiels konnte einmalig auf einen Joker zurückgegriffen werden, dieser bestand aus drei Verwandten oder Freunden des Kandidaten, die dieser mit ins Studio gebracht hatte und die sich untereinander und mit dem Kandidaten beraten durften.

## Studioausstattung
Als besonderes Lokalkolorit wurde vor jeder Frage das Streckennetz der S-Bahn und U-Bahn Berlin eingeblendet und auf eine Bahnstation geschwenkt, mit der die Frage im weitesten Sinne in Verbindung stand. Beispielsweise konnte es um ein Bauwerk im lokalen Umfeld des Bahnhofs gehen, oder um eine prominente Persönlichkeit, die in der Nähe lebte.
Und auch sonst hatte die Sendung starke Bezüge zum ÖPNV. So waren die Tische und Stühle im Studio mit Fahrplänen und Liniennetzkarten bedruckt. Als Kulisse diente ein stilisierter U-Bahn-Zug, aus dem der Moderator zu Beginn jeder Sendung ausstieg. Das Ende jeder Folge wurde mit dem Abfahrtssignal, das in öffentlichen Verkehrsmitteln die Fahrgäste vor den sich schließenden Türen warnt, angekündigt. Auch das Sendungslogo war dem großen blauen „U“, das gewöhnlich für U-Bahn steht, nachempfunden.

## Nachfolger
Mit der Übernahme des SFB durch den RBB wurde die Produktion des Berlin Quiz eingestellt. In den Jahren 2017/2018 brachte der RBB mit Jede Antwort zählt ein vergleichbares Format ins Fernsehen.
Seit 2020 zeigt der RBB wöchentlich in der Nacht von Sonntag zu Montag Wiederholungen des Berlin Quiz zusammen mit Jede Antwort zählt, Quizduell und anderen Gameshows.